# Ram (Veliko Gradište)
Ram es un pueblo ubicado en el municipio de Veliko Gradište, en el distrito de Braničevo, Serbia.

## Superficie
Posee una superficie de 12,20 kilómetros cuadrados.

## Demografía
Hasta 2011 la población era de 255 habitantes, con una densidad de población de 20,91 habitantes por kilómetro cuadrado.